# ذراع الديك (قفل شمر)

تعديل مصدري - تعديل

ذراع الديك هي إحدى قرى عزلة المخلاف بمديرية قفل شمر التابعة لمحافظة حجة، بلغ تعداد سكانها 124 نسمة حسب تعداد اليمن لعام 2004.